# Oripoda
Oripoda är ett släkte av kvalster. Oripoda ingår i familjen Oripodidae.

## Dottertaxa tillOripoda, i alfabetisk ordning[1]
- Oripoda alata
- Oripoda angolensis
- Oripoda anguina
- Oripoda anomala
- Oripoda araucariae
- Oripoda auriculata
- Oripoda australis
- Oripoda benegasi
- Oripoda brasiliensis
- Oripoda canagaratnami
- Oripoda clavata
- Oripoda cordobensis
- Oripoda corticola
- Oripoda cubana
- Oripoda divergens
- Oripoda elongata
- Oripoda excavata
- Oripoda humerata
- Oripoda lenkoi
- Oripoda lobata
- Oripoda longiseta
- Oripoda luminosa
- Oripoda magna
- Oripoda maxensis
- Oripoda moderata
- Oripoda montana
- Oripoda pinicola
- Oripoda prominens
- Oripoda punctata
- Oripoda sacculifera
- Oripoda scissurata
- Oripoda sumonyii
- Oripoda trilabiata